# Aishah Sutherland
Aishah Sutherland (ur. 18 sierpnia 1990 w Perris) – amerykańska koszykarka występująca na pozycji silnej skrzydłowej.
23 sierpnia 2016 została zawodniczką TTT Ryga.
12 grudnia 2019 opuściła hiszpański Lacturale Art Araski. 28 grudnia dołączyła do izraelskiego Maccabi Benot Aszdod. 
23 lutego 2021 zawarła umowę z izraelskim Hapoelem Riszon le-Cijjon.

## Osiągnięcia
Stan na 11 stycznia 2022, na podstawie, o ile nie zaznaczono inaczej.

### NCAA
- Uczestniczka rozgrywek Sweet 16 turnieju NCAA (2012)[1]
- Największy postęp w drużynie Jayhawks (2009)
- Zaliczona do składu honorable mention All-Big 12 (2012)

### Drużynowe
- Mistrzyni Łotwy (2017)
- Brązowa medalistka mistrzostw Polski (2015)

### Indywidualne
(* – nagrody przyznane przez portal eurobasket.com)
- MVP:
  - ligi estońsko-łotewskiej (2017)*[2]
  - kolejki EBLK (10 – 2021/2022)[7]
- Najlepsza zawodniczka zagraniczna ligi estońsko-łotewskiej (2017)*[2]
- Zaliczona do I składu kolejki EBLK (10 – 2021/2022)[8]
- Uczestniczka meczu gwiazd PLKK (2015)[9]